# Ортис де Сарате, Родриго
Родриго Ортис де Сарате (исп. Rodrigo Ortiz de Zárate; январь-февраль 1549, Вальядолид, Испания — сентябрь 1606, Буэнос-Айрес, губернаторство Рио-де-ла-Плата) — испанский военный, конкистадор и колониальный деятель, занимавший пост вице-губернатора Буэнос-Айреса (1581—1583, 1583—1584, 1606) и должность губернатора Рио-де-ла-Плата-Парагвая (1583—1584).

## Биография

### Происхождение семьи и ранние годы
Родриго Ортис де Сарате родился в период с января по февраль 1549 года в Вальядолиде, Старая Кастилия, Испания. Его отец — бискаец Хуан Ортис де Сарате, главный изготовитель свечей и хранитель свечей королевы-консорта Анны Австрийской. Его матерью уроженка Бискайи Тереза де Пеньяранда. Тезка и племянник аделантадо Хуана Ортиса де Сарате.
С детства Родриго сопровождал отца в его поездках к королевскому двору и таким образом приобрел хорошие придворные навыки, а в возрасте двадцати лет он отправился на встречу со своим кузеном Хуаном Ортисом де Сарате, который прибыл в Севилью в марте 1569 года, чтобы король Испании Филипп II мог утвердить его титул аделантадо Рио-де-ла-Плата. 10 июля 1569 года король утвердил за его дядей титул аделантадо и 17 октября 1572 года они вместе отправились в плавание в Рио-де-ла-Плата.

### Губернатор Рио-де-ла-Плата и Парагвая
В звании капитана Родриго Ортис был одним из основателей второго Буэнос-Айреса, возведенного Хуаном де Гараем 11 июня 1580 года, оставаясь первым рядовым мэром кабильдо (совета) Буэнос-Айреса вместе с Гонсало Мартелем де Гусманом, который был вторым по голосу.
В 1581 году Родриго Ортис де Сарате был назначен первым вице-губернатором Буэнос-Айреса и одновременно генерал-лейтенантом правительства Рио-де-ла-Плата и Парагвая.
В 1583 году он был заместителем губернатора Хуана де Гарая, который, в свою очередь, сменил аделантадо Хуана Торреса де Вера-и-Арагона на посту губернатора, но когда Хуан де Гарай был убит в то же время вождем Мануа, гуарани восстали под командованием Гуаюсало, который со своими воинами-аборигенами напал на город Буэнос-Айрес, который успешно защищал Ортис де Сарате. В апреле он был всенародно избран на должность временного губернатора, пока новый губернатор, назначенный аделантадо, не вступил в должность.
Таким образом, 16 марта 1584 года Хуан де Торрес Наваррете сменил его на посту губернатора и в конечном итоге утвердил его в должности первого вице-губернатора Буэнос-Айреса.
Поскольку в городе Буэнос-Айресе не было главного храма, в 1586 году он помог епископу Алонсо Герре и группе соседей построить его, но не напротив главной площади, основанной Гараем, что привело бы к судебному разбирательству и отказу от города епископом и вице-губернатором, а также к вынесению приговора, противоречащего местоположению храма, 8 августа 1591 года.
Во второй половине 1606 года Родриго Ортис де Сарате снова был назначен вице-губернатором Буэнос-Айреса.
В сентябре 1606 года в городе Буэнос-Айрес скончался вице-губернатор Родриго Ортис де Сарате.
Капитан Родриго Ортис де Сарате был женат на Хуане де Торрес (род. ок. 1560, Асунсьон), дочери капитана Хуана де Ортеги, вице-губернатора Асунсьона с 1556 по 1569 год.